# Налог на имущество
Налог на имущество — прямой налог, устанавливаемый на имущество организаций или частных лиц.

## История
Налог на имущество был известен уже в Римской империи. В Европе он до позднего средневековья был одной из главных форм налогообложения. Ему подвергалась собственность на земельных участках и денежная собственность.

## Во Франции
Во Франции налог на имущество в современной форме существует с 1982 года. С осени 2012 года социалистическое правительство Франсуа Олланда ставку сильно повысило и сняло верхнее ограничение[неизвестный термин]. Налог сейчас взимается при имуществе свыше 1.300.000 евро с прогрессивной ставкой от 0,5% (на первые 800.000 евро) до 1,5%.

## В России
Налог на имущество организаций относится к региональным налогам. Это значит, что налоговая ставка устанавливается законами субъектов РФ, но не может превышать 2,2 % (границы, установленной Налоговым Кодексом). Объектом налогообложения является имущество организации, которое находится на балансе предприятия как объекты основных средств, по остаточной стоимости (первоначальная стоимость минус накопленная амортизация) Счет 01 — Счет 02 бухгалтерского учёта. С 01.01.2015 ставка налога на имущество определяется не от остаточной стоимости, а от кадастровой.
Раньше перечень объектов, облагавшихся данным налогом, был больше, сюда относились и нематериальные активы, материалы, иные средства. Затем перечень их сократился, а ставка была увеличена. Поступления от данного налога идут в бюджеты субъектов РФ. Налоговая база для организаций определяется как среднегодовая стоимость имущества, признаваемого объектом налогообложения. Налоговым периодом признается календарный год. Отчётными периодами признается первый квартал, полугодие и 9 месяцев.
Налог на имущество физических лиц является местным налогом и регулируется главой 32 «Налог на имущество физических лиц» НК РФ. Плательщиками являются физические лица — собственники имущества. Объектами налогообложения являются жилой дом, квартира, комната, дача, машино-место, гараж, единый недвижимый комплекс, любое иное строение, помещение или сооружение, а также доля в праве общей собственности на указанные объекты. Налоговые ставки устанавливаются органами местного самоуправления, но должны быть в диапазоне ставок, указанных в федеральном законодательстве. Ставки зависят от суммарной инвентаризационной стоимости объектов налогообложения. Для отдельных категорий граждан (например, инвалидов, пенсионеров) введены налоговые льготы.

## В Германии
Налог на имущество в Германии зависел от величины имущества (нетто, то есть высчитывалась задолженность), которым владел налогоплательщик в определённый день. Метод оценки имущества в 1995 г. был признан несоответствующим конституции и поэтому налог в 1997 г. был отменён.